# Oury
Oury è un dipartimento del Burkina Faso classificato come comune, situato nella Provincia  di Balé, facente parte della Regione di Boucle du Mouhoun.
Il dipartimento si compone del capoluogo e di altri 18 villaggi: Bandiara, Da, Dablara, Habé, Koena, Koupelo, Lasso, Momina, Mou, Oullo, Sani, Sanfo, Séréna, Seyou, Siou, Soubouy, Taplara e Zinakongo.